# Vesdun
Vesdun é uma comuna francesa na região administrativa do Centro, no departamento Cher. Estende-se por uma área de 48,79 km². Em 2010 a comuna tinha 569 habitantes (densidade: 11,7 hab./km²).
É uma das comunas que tradicionalmente é considerada como centro da França.